# المسجد (المخادر)

تعديل مصدري - تعديل

المسجد هي إحدى قرى عزلة السحول بمديرية المخادر التابعة لمحافظة إب، بلغ تعداد سكانها 352 نسمة حسب تعداد اليمن لعام 2004.